# Constitución septenaria

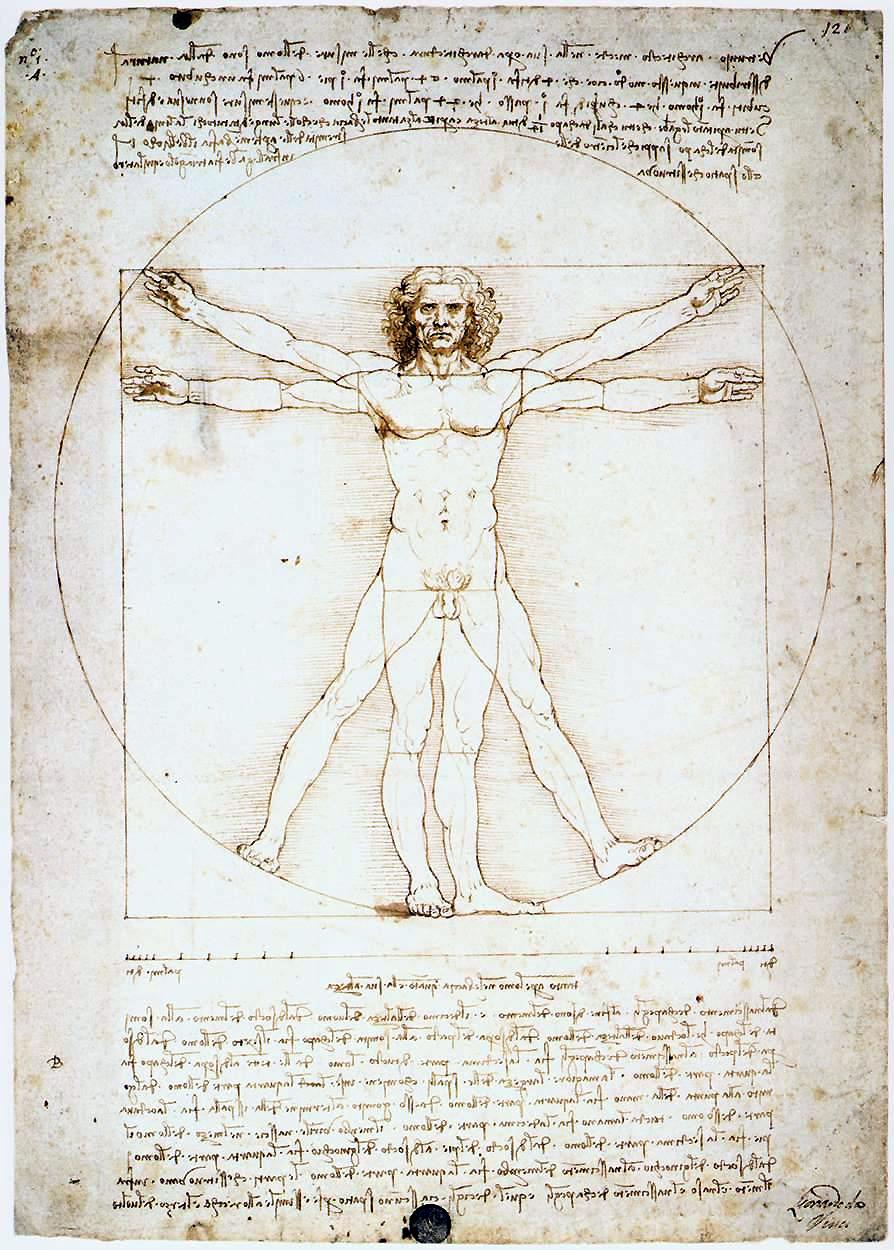
El Hombre de Vitruvio, dibujo de Leonardo da Vinci.

La constitución septenaria o los siete principios son en la teosofía todos y cada uno de los elementos o esencias originales, las diferenciaciones fundamentales, sobre y de las que se han formado todas las cosas. De ahí vienen los siete aspectos en su manifestación en el ser humano. Es la división de la Naturaleza en siete «planos de expresión».
Según Helena Blatvatsky (1831-1891), estos principios no se deben considerar como entidades separadas, dispuestas concéntricamente, sino interpenetrados aunque conservando su identidad. Cada vehículo es sustento del inmediato superior. Blavatsky dividía los siete principios en dos grupos: una Tríada Superior, y un Cuaternario inferior. Para describirla, ella utilizaba las mismas palabras en sánscrito que utiliza el hinduismo; pero realizando cambios o nuevas interpretaciones en algunos de estos conceptos. La Tríada superior, Individuo, parte espiritual, Individualidad inmortal, arúpico o sin forma, formada por Atma, Budhi y Manas. Y el Cuaternario inferior, la Personalidad mortal, rúpico o con forma, formado por los cuatro “principios” inferiores, Kama-rupa, Prana, Linga-sarira y Stula-sarira o cuerpo físico. Así mismo, diversos autores relacionan cada uno de estos principios con distintos caminos del desarrollo humano.
La tríada superior, el individuo, la individualidad inmortal, ‘sin forma’ (a-rupa, en sánscrito), hecha de
- Atman, espíritu uno universal.
- buddhi, vehículo de atma hacia manas, primera diferenciación del uno (logos).
- manas, ego individual reencarnante (mente), dual durante la encarnación.

El cuaternario inferior, la personalidad mortal, ‘con forma’ (sa-rupa), hecha de cuatro «principios» inferiores:
- kama-rupa (‘los deseos y pasiones en el ser humano’),
- linga-sharira (cuerpo astral),
- Prana (energía de vitalidad); y
- Stula-sharira (cuerpo físico).

Según Blavatsky, la tríada y el cuaternario se mantienen unidos durante la vida física por el antahkarana, palabra sánscrita que significa "puente". Se refiere al puente entre el Ser inferior o personalidad (kama-manas) y el Ser superior o individualidad (Manas-buddhi-atma).

### En la naturaleza
- espíritu o púrusha (varón, el que disfruta de la hembra):

1. logos inmanifestado o atma
2. ideación universal o budhi
3. manas

- materia o prakriti:

1. energía cósmica (caótica) o kama-manas
2. ideación astral o linga-sharira
3. energía vital o prana
4. tierra o stula-sharira

### En el ser humano
- tríada superior:

1. atma o mónada
2. budhi o cuerpo intuicional
3. manas o cuerpo mental

- cuaternario o personalidad:

1. kama-manas o cuerpo mental de deseos o concreto
2. linga-sarira (cuerpo astral), psique o cuerpo emocional
3. prana sharira o cuerpo vital
4. stula-sharira o cuerpo eterofísico (cuerpo humano)

| G25 |

| G25 |

| G53 |

| G53 |

| F34 |

| F34 |

| D28 |

| D28 |

| F4 |

| F4 |

## Tríada
- atma, yo supremo, espíritu
- buddhi o alma espiritual, intuición.
- manas, mente, o alma intelectual, esencia mental. Es la facultad mental que hace al hombre un ser inteligente y moral y le distingue del simple bruto. Sinónimo de mahat.[6]

## Cuaternario
- manas inferior, inteligencia cerebral o concreta, o kama-manas (mente de deseos). El manas-kama es la mente del deseo.[7]
- doble etéreo o cuerpo astral, sombra o contraparte etérea del hombre o del animal, linga sharira. En otras clasificaciones, el centro de los deseos o pasiones animales (kama-rupa). Según Annie Besant (1847-1933) viene a ser el puente de comunicación entre el alma y el cuerpo.[8]
- energético o prana, manifestado en forma de calor, coloración, tono muscular, corrientes eléctricas. La vida o principio vital. La porción de yivá (Vida Única, partícula espiritual, el espíritu) que el cuerpo se ha apropiado.
- cuerpo etero-físico, cuerpo denso o físico integrado por materia o sustancia y forma que ordena las partículas de dicha sustancia. Moldeado según el linga-sharira (cuerpo simbólico).

## División cuaternaria del sistemataraka-raja-yoga
- De éxtasis transcendente o espíritu
- De sueño profundo sin ensueños o alma espiritual
- De sueño con ensueños o alma animal e intelectual
- Estado despierto o de vigilia, cuerpo físico

## División quinaria o vedántica
La doctrina vedanta define 5 koshas o envolturas. Atmán, por ser universal, no se considera principio humano. Estas «envolturas» del ser son consideradas ilusorias (maia).
- ananda-maia kosha, envoltura hecha de felicidad
- vijñana-maia kosha, envoltura hecha de inteligencia
- mano-maia kosha, envoltura hecha de mente; alma animal o kama-manas (y astral).
- praná-maia kosha, envoltura hecha de praná (aire).
- anna-maia kosha, envoltura hecha de alimentos; cuerpo físico.

## La constitución septenaria en la tradición india

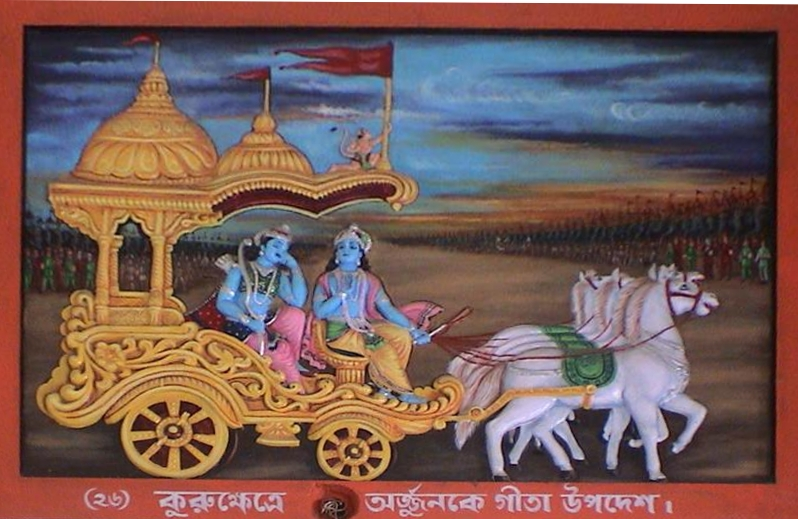
El carro del guerrero Áryuna (en el Bhagavad-guita) tirado por cuatro caballos, que algunos autores interpretan como la personalidad.

En el Bhagavad-guita, libro que forma parte de la inmensa epopeya hinduista Majábharata, el dios Krisná menciona que la Naturaleza se expresa en distintos elementos. Annie Besant parece indicar que el carro simboliza el cuerpo humano, vehículo de la mónada y de los principios que integran el hombre. La palabra sánscrita rath puede traducirse por cuerpo humano y vehículo: 

"Entonces, Madhava y el hijo de Pandú, de pie sobre su gran carro de guerra arrastrado por caballos blancos, soplaron sus divinas conchas".

Según el teósofo William Quan Judge (1851-1896), el Bhagavad-guita podría referirse a la evolución del hombre, del universo, al carácter moral, etc. Haría por tanto referencia a la evolución individual, en la que
el rey Dritarastra simboliza el cuerpo humano (en cuanto que ciego de nacimiento, representaría el cuerpo sin el espíritu vivificador, la materia insensible, incapaz por tanto de gobernarse). Es por tanto rey de nombre, siendo el regente
el rey Pandú (fallecido varias décadas antes de la guerra del Bhagavad-guita).
Los kuravas [sic, por kurus o kauravas] representan el yo inferior (cuaternario o personalidad), sus elementos materiales, pasionales, etc., mientras que
los pándavas representan el Yo superior, los elementos espirituales del individuo (tríada).
Según el brahmán Subba Row (1856-1890), Áryuna simboliza la mónada humana, el ser humano en su esencial realidad. Krisná sería la encarnación de la Divinidad, el Logos hecho carne para aleccionar al hombre. La batalla de Kuruksetra simbolizaría ese enfrentamiento entre las potencias inferiores y las superiores en el ser humano, entre las fuerzas en enclavan en la materia y las que llevan a la iluminación espiritual, el trono de Hastinapura, entre los kurus y los pandavas.
Para H. P. Blavatsky, los caballos de Áryuna eran dos,[cita requerida] en cambio según el Majábharata (uno de los textos más antiguos de la India, del siglo III a. C.)
el Visnú-purana y
el Padma-purana
eran cuatro:
Balajaká,
Megha Puspa,
Shaibia y
Sugriva.
Es posible que la idea de que los dos caballos de Áryuna representaran la personalidad pertenezca a Madame Blavatski.[cita requerida]
Mahatma Gandhi, en su comentario al Bhagavad-guita, presenta la misma idea. Dice Gandhi en la introducción que no se trata de un trabajo histórico, no es una guerra material, sino que es un duelo que se produce continuamente en los corazones de la Humanidad, es un duelo interno. La guerra material es inútil y no trae más que desgracias, incluso a los vencedores.
El cuerpo humano es el campo de batalla, el campo de Kuru o Kurushetra, entre los aspectos superiores e inferiores. Gandhi habla del Bien y del Mal. Los Kuravas representan las fuerzas del mal y los Pandavas las fuerzas del bien.

”El Guita no es un discurso histórico –dice Gandhi-. A menudo se necesita una ilustración física para demostrar una verdad espiritual. Esto no es una descripción de una guerra entre primos sino entre nuestras dos naturalezas –el Bien y el Mal-. Yo considero a Duryodhana y los suyos como los bajos impulsos en el hombre, y a Arjuna y los suyos como los elevados impulsos. El campo de batalla es nuestro propio cuerpo”.

Quizá la idea de que los caballos de Áryuna representan la personalidad, se deba a una idea hinduista de que los cinco sentidos son como caballos:
| sánscrito | AITS | traducción al español |
| --- | --- | --- |
| atmanam rathinam viddhí shariram ratham eva cha buddhim tu sarathim viddhí manaj pragrajam eva cha indriiani jaian ajur visaiams teshu go-charán atmendriia-mano-iuktam bhokteti ajur manisinaj | ātmānaṁ rathinaṁ viddhi śarīraṁ ratham eva ca buddhiṁ tu sārathiṁ viddhi manaḥ pragraham eva ca indriyāṇi hayān āhur viṣayāṁs teṣu gocarān ātmendriya-mano-yuktaṁ bhoktety āhur manīṣiṇaḥ | El alma es el pasajero, saben del cuerpo material el carro, ciertamente también. La inteligencia sin embargo es el conductor, saben. La mente son las riendas ciertamente también Los sentidos son los caballos, dicen. Los objetos de los sentidos, hacia ellos los sentidos van. El alma, con la mente y los sentidos ocupada disfruta, así dicen los pensadores. |

Ese texto proviene de la Katha-upanisad (1, 3, 3-4), un texto más antiguo que el Majábharata.

## La constitución septenaria en la antigua civilización egipcia
1. shu, sahu o atmu (mónada).

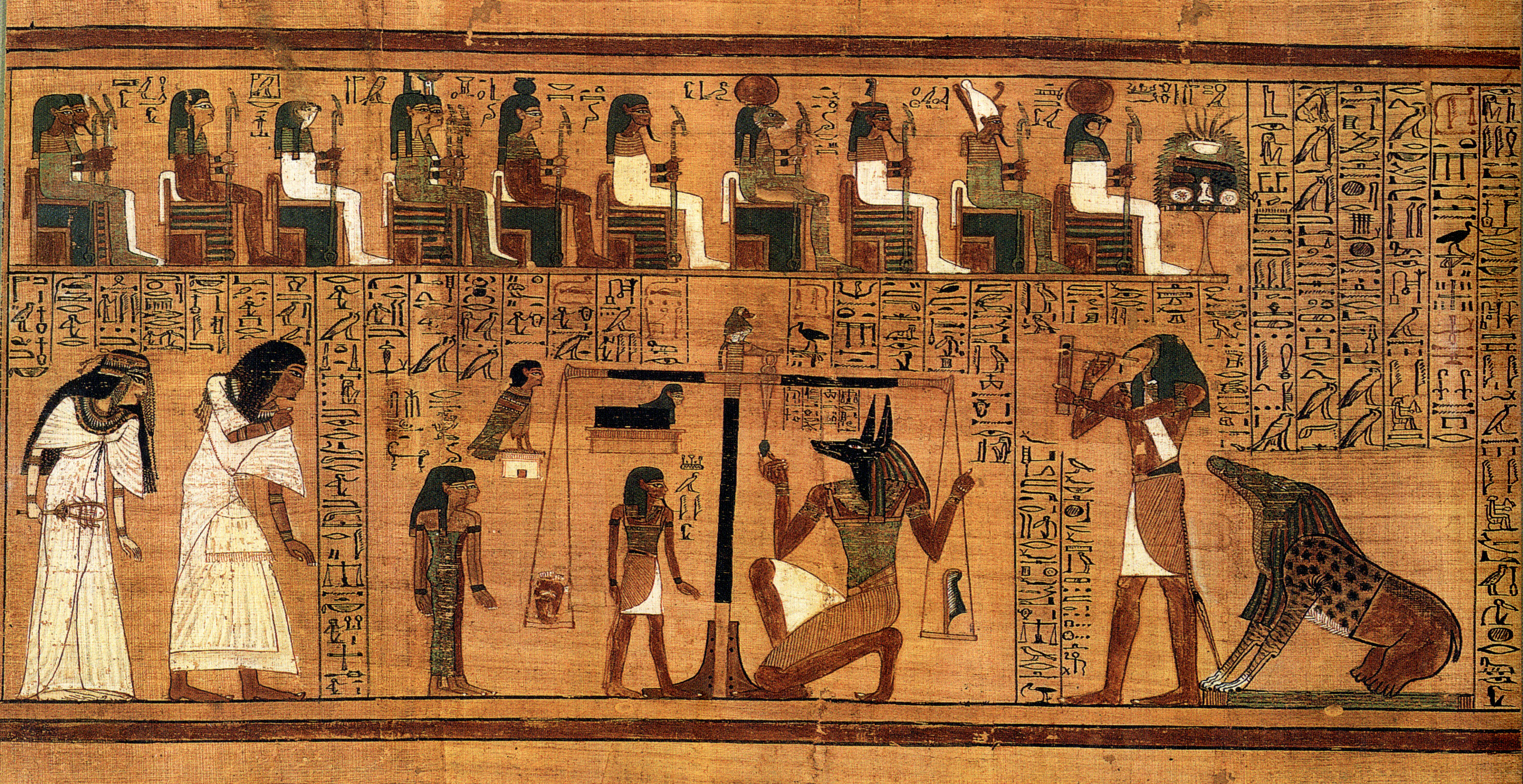
Papiro de Ani. El peso del corazón de El Libro de la Morada Oculta, 1300 a. C., Museo Británico.

2. cheybi, ren o re (cuerpo intuicional) | G25 |
3. bai, ba (cuerpo mental) | G53 |
4. ab-hati, ib o ab (mente concreta) | F34 |
5. kah o ka (psique) | D28 |
6. anch, sheut o khaibit (cuerpo vital).
7. chat, khat o dyet (cuerpo físico) | F4 |[20][21][22]

## La constitución septenaria en la cultura nahuatl
En la religión nahuatl se consideran fundamentales las cuatro direcciones del espacio o cuatro puntos cardinales, así como la idea de centro, arriba y abajo. Cada Tezcatlipoca se corresponde con cada uno de ellos: el Tezcatlipoca rojo rige el este, el negro el norte, el blanco el oeste y el azul el sur. Dicho simbolismo se refleja en la Piedra del Sol, con un jeroglífico que representa el centro, Ollín, una encrucijada de caminos, imagen del movimiento representado por el Juego de pelota, una cruz dinámica.
Se considera al ser humano un campo de batalla. El hombre dedica su vida para reconciliar cuatro sus principios de la personalidad con su realidad espiritual. Si gana el espíritu se dice que el hombre ha florecido. La guerra florida representa la guerra interior era un ritual en el que el candidato (el centro) luchaba con cuatro guerreros disfrazados de jaguar (los cuatro puntos cardinales, los cuatro pétalos de la flor, los cuatro elementos). Su victoria representaba la victoria del Espíritu sobre el Cuaternario de la Personalidad, la flor que se abre. La flor abierta representa el alma. El dios Xochipilli es el Señor de las Flores, la resurrección interior. Tezclatipoca es el Señor de la Guerra Florida. Huitzilopochtli es el dios colibrí, Señor de la Guerra Interior, la lucha del hombre con su Personalidad. La conquista interior eleva al alma-colibrí hasta fundirse con el sol. La guerra florida no tiene un objetivo material sino ritual.